# Jur (prilog)
Jur, vremenski prilog u hrvatskom jeziku. Praslavenskoga je podrijetla. Stariji oblik je jure, a potječe od juže. Kod Hrvata u Gradišću obično je u obliku ur a jur je rjeđe. Analizu hrvatskoga književnoga jezika iz razdoblja prije nametanja književnojezične koncepcije hrvatskih vukovaca ne može se sprovesti ne uzme li se u obzir riječ jur u značenju već. Ipak, ponekad, ali vrlo rijetko rabi se jur i u drugom značenju.

## Uporaba u pisanom jeziku
Uporaba u Hrvata nije regionalno ograničena, nego je općehrvatska. U uporabi je u raznim književnim i ostalim pisanim djelima kod mnoštva autora iz različitih hrvatskih krajeva: Petar Zrinski, Ivan Gundulić, Junije Palmotić, P. Posilović, T. Mrnavić, F. Vrančić, Jakov Mikalja, Marko Marulić, J. Zebić, Š. Budinić, M. Vetranović, M. Držić, N. Dimitrović, F. Črnko, B. Kašić, J. Leskovar, M. Bogović, Gjalski, P. Ritter Vitezović, D. Demeter, F. Lastrić, M. Orbini, Katarina Frankopan, I. J. Kujundžić, I. A. Brlić, M. Vodopić, Vice Petrović, M. Pavlinović, A. Veber Tkalčević, Antun Pasko Kazali, Pavao Štoos, A. Marković, S. S. Kranjčević, Đ. Starčević, Matoš, F. M. Appendini, D. Parčić, Šenoa. Osim u Hrvatskoj i susjednim zemljama gdje su Hrvati starinsko autohtono stanovništvo, riječ rabe i u starinskom hrvatskom iseljeništvu u ondašnjoj zapadnoj Ugarskoj, poput Š. Ginzlera. Kod Šenoe je u ubliku jur i jurve. Književna tradicija franjevačkih pisaca Bosne Srebrene poznaje jurve u uobičajenoj uporabi, a franjevac G. Martić se usporedo s tom riječju služi i inačicom jur, po potrebi deseteračkog metra. Jur sadrže poznata djela na hrvatskom jeziku kao Poljički statut, Adrianskoga mora sirena, Molitva suprotiva Turkom, Dundo Maroje, Tirena, Podsjedanje i osvojenje Sigeta, Život nikoliko izabranih divic i dr.

## Današnja uporaba u govorima
Jur i jurve danas su manje zastupljeni u hrvatskim mjesnim govorima u štokavštini. Žive su n.pr. u Promini kraj Drniša, Žumberku, G. i D. Lastvi u Boki kotorskoj. U svim čakavskim govorima dio je živog jezika. Također je živa i u čakavaca u Gradišću. U kajkavskim govorima u živoj uporabi je u Fužinama i Vratima u Gorskom kotaru, zatim Vedešinu u sjeverozapadnoj Mađarskoj i dr.

## Rječnici
Hrvatski rječničari primijetili su uporabu te su ga uvrstili u svoje rječnike i gramatike (slovnice). Uvrstili su ga Mikalja, Kašić, Skok, V. Mažuranić, P. Skok, Broz i Iveković, Dulčić, Radišić, Appendini, Parčić, Babukić, Starčević, Maretić i ini. Primijetili su da je jur rašireniji u zapadnim krajevima, dok je drugdje u uporabi već.

## Usporedba nekad i danas
Jur i jurve vrlo su zastupljeni u hrvatskoj književnosti do kraja 19. stoljeća a u mjesnim govorima i do danas. U hrvatskoj književnosti 20. stoljeća pisanoj na suvremenom standardnom hrvatskom jeziku, jur i jurve vrlo rijetko su u upotrebi. Razlog je što su se "rabile u zapadnim krajevima" te su ga vukovci stigmatizirali kao arhaičnu i provincijalnu riječ, stilski obilježenu. Utjecajni Maretić uz te (dis)kvalifikacije preporučio je uporabu priloga već. Tako je svoje starije suvremenike, etablirane hrvatske pisce spustio na razinu provincijalnih autora koji pišu zastarjelim jezikom, ponizivši ih stavljajući ih tako iza stvarateljstva autora na srpskom jeziku, čija je ondašnja književnost i razvijenost znanstvenog i upravnog sustava (n.pr. Vuk Stefanović Karadžić ne poznaje pravo značenje jur) daleko zaostajala za hrvatskom. Zbog tog je svaka uporaba u službenim dokumentima i u književnim djelima na standardnom jeziku bila nepoželjna, zbog čega je doslovno iskorijenjena iz normiranog jezika. Zbog toga ju se nalazi tek u dijalektnoj književnosti i u autora u starim dijasporama.